# Seznam vítězů smíšené čtyřhry ve Wimbledonu
Seznam vítězů smíšené čtyřhry ve Wimbledonu uvádí přehled vítězných dvojic, poražených finalistů a výsledek finále smíšené čtyřhry na tenisových turnajích ve Wimbledonu.

## Listina vítězů

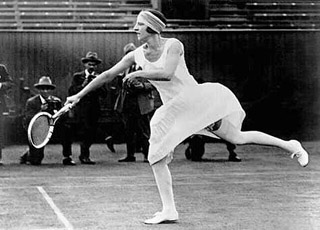
Suzanne Lenglenová vyhrála smíšenou čtyřhru třikrát

| Rok              | Vítězové                                       | Poražení                                          | Výsledek                          |
| ---------------- | ---------------------------------------------- | ------------------------------------------------- | --------------------------------- |
| 1913             | Hope Crisp Agnes Tuckey                        | James Cecil Parke Ethel Thomsonová Larcombeová    | 3–6, 5–3 skreč                    |
| 1914             | James Cecil Parke Ethel Thomsonová Larcombeová | Tony Wilding Marguerite Broquedisová              | 4–6, 6–4, 6–2                     |
| 1915             | první světová válka                            | první světová válka                               | první světová válka               |
| 1916             | první světová válka                            | první světová válka                               | první světová válka               |
| 1917             | první světová válka                            | první světová válka                               | první světová válka               |
| 1918             | první světová válka                            | první světová válka                               | první světová válka               |
| 1919             | Randolph Lycett Elizabeth Ryanová              | Albert Prebble Dorothea Douglass Lambert Chambers | 6–0, 6–0                          |
| 1920             | Gerald Patterson Suzanne Lenglenová            | Randolph Lycett Elizabeth Ryanová                 | 7–5, 6–3                          |
| 1921             | Randolph Lycett Elizabeth Ryanová              | Max Woosnam Phyllis Howkins                       | 6–3, 6–1                          |
| 1922             | Pat O'Hara Wood Suzanne Lenglenová             | Randolph Lycett Elizabeth Ryanová                 | 6–4, 6–3                          |
| 1923             | Randolph Lycett Elizabeth Ryanová              | Lewis Deane Dorothy Shepherd-Barron               | 6–4, 7–5                          |
| 1924             | John Gilbert Kathleen McKaneová                | Leslie Godfree Dorothy Shepherd-Barron            | 6–3, 3–6, 6–3                     |
| 1925             | Jean Borotra Suzanne Lenglenová                | Umberto De Morpurgo Elizabeth Ryanová             | 6–3, 6–3                          |
| 1926             | Leslie Godfree Kathleen McKaneová Godfreeová   | Howard Kinsey Mary Browne                         | 6–3, 6–4                          |
| 1927             | Francis Hunter Elizabeth Ryanová               | Leslie Godfree Kathleen McKaneová Godfreeová      | 8–6, 6–0                          |
| 1928             | Patrick Spence Elizabeth Ryanová               | Jack Crawford Daphne Akhurstová Cozensová         | 7–5, 6–4                          |
| 1929             | Francis Hunter Helen Willsová Moodyová         | Ian Collins Joan Fry Lakeman                      | 6–1, 6–4                          |
| 1930             | Jack Crawford Elizabeth Ryanová                | Daniel Prenn Hilde Sperlingová                    | 6–1, 6–3                          |
| 1931             | George Lott Anna McCune Harper                 | Ian Collins Joan Ridley                           | 6–3, 1–6, 6–1                     |
| 1932             | Enrique Maier Elizabeth Ryanová                | Harry Hopman Josane Sigart                        | 7–5, 6–2                          |
| 1933             | Gottfried von Cramm Hilde Sperlingová          | Norman Farquharson Mary Heeley                    | 7–5, 8–6                          |
| 1934             | Ryuki Miki Dorothy Roundová Littleová          | Henry Austin Dorothy Shepherd-Barron              | 3–6, 6–4, 6–0                     |
| 1935             | Fred Perry Dorothy Roundová Littleová          | Harry Hopman Nell Hallová Hopmanová               | 7–5, 4–6, 6–2                     |
| 1936             | Fred Perry Dorothy Roundová Littleová          | Don Budge Sarah Palfreyová                        | 7–9, 7–5, 6–4                     |
| 1937             | Don Budge Alice Marbleová                      | Yvon Petra Simonne Mathieuová                     | 6–4, 6–1                          |
| 1938             | Don Budge Alice Marbleová                      | Henner Henkel Sarah Palfreyová                    | 6–1, 6–4                          |
| 1939             | Bobby Riggs Alice Marbleová                    | Frank Wilde Nancy Brown                           | 9–7, 6–1                          |
| 1940             | druhá světová válka                            | druhá světová válka                               | druhá světová válka               |
| 1941             | druhá světová válka                            | druhá světová válka                               | druhá světová válka               |
| 1942             | druhá světová válka                            | druhá světová válka                               | druhá světová válka               |
| 1943             | druhá světová válka                            | druhá světová válka                               | druhá světová válka               |
| 1944             | druhá světová válka                            | druhá světová válka                               | druhá světová válka               |
| 1945             | druhá světová válka                            | druhá světová válka                               | druhá světová válka               |
| 1946             | Tom Brown Louise Broughová                     | Geoff Brown Dorothy Bundy Cheney                  | 6–4, 6–4                          |
| 1947             | John Bromwich Louise Brough Clappová           | Colin Long Nancye Wynneová Boltonová              | 1–6, 6–4, 6–2                     |
| 1948             | John Bromwich Louise Brough Clappová           | Frank Sedgman Doris Hartová                       | 6–2, 3–6, 6–3                     |
| 1949             | Eric Sturgess Sheila Summers                   | John Bromwich Louise Brough Clappová              | 9–7, 9–11, 7–5                    |
| 1950             | Eric Sturgess Louise Brough Clappová           | Geoff Brown Patricia Canningová Toddová           | 11–9, 1–6, 6–4                    |
| 1951             | Frank Sedgman Doris Hartová                    | Mervyn Rose Nancye Wynneová Boltonová             | 7–5, 6–2                          |
| 1952             | Frank Sedgman Doris Hartová                    | Enrique Morea Thelma Coyneová Longová             | 4–6, 6–3, 6–4                     |
| 1953             | Vic Seixas Doris Hartová                       | Enrique Morea Shirley Fryová                      | 9–7, 7–5                          |
| 1954             | Vic Seixas Doris Hartová                       | Ken Rosewall Margaret Osborneová duPontová        | 5–7, 6–4, 6–3                     |
| 1955             | Vic Seixas Doris Hartová                       | Enrique Morea Louise Brough Clappová              | 8–6, 2–6, 6–3                     |
| 1956             | Vic Seixas Shirley Fryová                      | Gardnar Mulloy Althea Gibsonová                   | 2–6, 6–2, 7–5                     |
| 1957             | Mervyn Rose Darlene Hardová                    | Neale Fraser Althea Gibsonová                     | 6–4, 7–5                          |
| 1958             | Bob Howe Lorraine Coghlan Robinson             | Kurt Nielsen Althea Gibsonová                     | 6–3, 13–11                        |
| 1959             | Rod Laver Darlene Hardová                      | Neale Fraser Maria Buenová                        | 6–4, 6–3                          |
| 1960             | Rod Laver Darlene Hardová                      | Bob Howe Maria Buenová                            | 13–11, 3–6, 8–6                   |
| 1961             | Fred Stolle Lesley Turnerová Bowreyová         | Bob Howe Edda Buding                              | 11–9, 6–2                         |
| 1962             | Neale Fraser Margaret Osborneová duPontová     | Dennis Ralston Ann Haydonová-Jonesová             | 2–6, 6–3, 13–11                   |
| 1963             | Ken Fletcher Margaret Courtová                 | Bob Hewitt Darlene Hardová                        | 11–9, 6–4                         |
| 1964             | Fred Stolle Lesley Turnerová Bowreyová         | Ken Fletcher Margaret Courtová                    | 6–4, 6–4                          |
| 1965             | Ken Fletcher Margaret Courtová                 | Tony Roche Judy Tegartová Daltonová               | 12–10, 6–3                        |
| 1966             | Ken Fletcher Margaret Courtová                 | Dennis Ralston Billie Jean Kingová                | 4–6, 6–3, 6–3                     |
| 1967             | Owen Davidson Billie Jean Kingová              | Ken Fletcher Maria Buenová                        | 7–5, 6–2                          |
| ↓ Otevřená éra ↓ |                                                |                                                   |                                   |
| 1968             | Ken Fletcher Margaret Courtová                 | Alex Metreveli Olga Morozovová                    | 6–1, 14–12                        |
| 1969             | Fred Stolle Ann Haydonová-Jonesová             | Tony Roche Judy Tegartová Daltonová               | 6–2, 6–3                          |
| 1970             | Ilie Năstase Rosie Casalsová                   | Alex Metreveli Olga Morozovová                    | 6–3, 4–6, 9–7                     |
| 1971             | Owen Davidson Billie Jean Kingová              | Marty Riessen Margaret Courtová                   | 3–6, 6–2, 15–13                   |
| 1972             | Ilie Năstase Rosie Casalsová                   | Kim Warwick Evonne Goolagongová                   | 6–4, 6–4                          |
| 1973             | Owen Davidson Billie Jean Kingová              | Raúl Ramírez Janet Newberry                       | 6–3, 6–2                          |
| 1974             | Owen Davidson Billie Jean Kingová              | Mark Farrell Lesley Charles                       | 6–3, 9–7                          |
| 1975             | Marty Riessen Margaret Courtová                | Allan Stone Betty Stöveová                        | 6–4, 7–5                          |
| 1976             | Tony Roche Françoise Dürrová                   | Dick Stockton Rosie Casalsová                     | 6–3, 2–6, 7–5                     |
| 1977             | Bob Hewitt Greer Stevens                       | Frew McMillan Betty Stöveová                      | 3–6, 7–5, 6–4                     |
| 1978             | Frew McMillan Betty Stöveová                   | Ray Ruffels Billie Jean Kingová                   | 6–2, 6–2                          |
| 1979             | Bob Hewitt Greer Stevens                       | Frew McMillan Betty Stöveová                      | 7–5, 7–6(9–7)                     |
| 1980             | John Austin Tracy Austinová                    | Mark Edmondson Dianne Balestratová                | 4–6, 7–6(8–6), 6–3                |
| 1981             | Frew McMillan Betty Stöveová                   | John Austin Tracy Austinová                       | 4–6, 7–6(7–2), 6–3                |
| 1982             | Kevin Curren Anne Smithová                     | John Lloyd Wendy Turnbullová                      | 2–6, 6–3, 7–5                     |
| 1983             | John Lloyd Wendy Turnbullová                   | Steve Denton Billie Jean Kingová                  | 6–7(5–7), 7–6(7–5), 7–5           |
| 1984             | John Lloyd Wendy Turnbullová                   | Steve Denton Kathy Jordanová                      | 6–3, 6–3                          |
| 1985             | Paul McNamee Martina Navrátilová               | John Fitzgerald Elizabeth Smylieová               | 7–5, 4–6, 6–2                     |
| 1986             | Ken Flach Kathy Jordanová                      | Heinz Günthardt Martina Navrátilová               | 6–3, 7–6(9–7)                     |
| 1987             | Jeremy Bates Jo Durie                          | Darren Cahill Nicole Provis                       | 7–6(12–10), 6–3                   |
| 1988             | Sherwood Stewart Zina Garrisonová              | Kelly Jones Gretchen Magers                       | 6–1, 7–6(7–3)                     |
| 1989             | Jim Pugh Jana Novotná                          | Mark Kratzmann Jenny Byrne                        | 6–4, 5–7, 6–4                     |
| 1990             | Rick Leach Zina Garrisonová                    | John Fitzgerald Elizabeth Smylieová               | 7–5, 6–2                          |
| 1991             | John Fitzgerald Elizabeth Smylieová            | Jim Pugh Nataša Zverevová                         | 7–6(7–4), 6–2                     |
| 1992             | Cyril Suk Larisa Savchenko Neiland             | Jacco Eltingh Miriam Oremansová                   | 7–6(7–2), 6–2                     |
| 1993             | Mark Woodforde Martina Navrátilová             | Tom Nijssen Manon Bollegraf                       | 6–3, 6–4                          |
| 1994             | Todd Woodbridge Helena Suková                  | T.J. Middleton Lori McNeil                        | 3–6, 7–5, 6–3                     |
| 1995             | Jonathan Stark Martina Navrátilová             | Cyril Suk Gigi Fernándezová                       | 6–4, 6–4                          |
| 1996             | Cyril Suk Helena Suková                        | Mark Woodforde Larisa Savchenko Neiland           | 1–6, 6–3, 6–2                     |
| 1997             | Cyril Suk Helena Suková                        | Andrej Olchovskij Larisa Savchenko Neiland        | 4–6, 6–3, 6–4                     |
| 1998             | Max Mirnyj Serena Williamsová                  | Maheš Bhúpatí Mirjana Lučićová                    | 6–4, 6–4                          |
| 1999             | Leander Paes Lisa Raymondová                   | Jonas Björkman Anna Kurnikovová                   | 6–4, 3–6, 6–3                     |
| 2000             | Donald Johnson Kimberly Po                     | Lleyton Hewitt Kim Clijstersová                   | 6–4, 7–6(7–3)                     |
| 2001             | Leoš Friedl Daniela Hantuchová                 | Mike Bryan Liezel Huberová                        | 4–6, 6–3, 6–2                     |
| 2002             | Maheš Bhúpatí Jelena Lichovcevová              | Kevin Ullyett Daniela Hantuchová                  | 6–2, 1–6, 6–1                     |
| 2003             | Leander Paes Martina Navrátilová               | Andy Ram Anastasia Rodionovová                    | 6–3, 6–3                          |
| 2004             | Wayne Black Cara Blacková                      | Todd Woodbridge Alicia Moliková                   | 3–6, 7–6(10–8), 6–4               |
| 2005             | Maheš Bhúpatí Mary Pierceová                   | Paul Hanley Tetjana Perebyjnisová                 | 6–4, 6–2                          |
| 2006             | Andy Ram Věra Zvonarevová                      | Bob Bryan Venus Williamsová                       | 6–3, 6–2                          |
| 2007             | Jamie Murray Jelena Jankovićová                | Jonas Björkman Alicia Moliková                    | 6–4, 3–6, 6–1                     |
| 2008             | Bob Bryan Samantha Stosurová                   | Mike Bryan Katarina Srebotniková                  | 7–5, 6–4                          |
| 2009             | Mark Knowles Anna-Lena Grönefeldová            | Leander Paes Cara Blacková                        | 7–5, 6–3                          |
| 2010             | Leander Paes Cara Blacková                     | Wesley Moodie Lisa Raymondová                     | 6-4, 7-6(7–5)                     |
| 2011             | Jürgen Melzer Iveta Benešová                   | Maheš Bhúpatí Jelena Vesninová                    | 6–3, 6–2                          |
| 2012             | Mike Bryan Lisa Raymondová                     | Leander Paes Jelena Vesninová                     | 3-6, 7-5, 4-6                     |
| 2013             | Daniel Nestor Kristina Mladenovicová           | Bruno Soares Lisa Raymondová                      | 5–7, 6–2, 8–6                     |
| 2014             | Nenad Zimonjić Samantha Stosurová              | Max Mirnyj Čan Chao-čching                        | 6–4, 6–2                          |
| 2015             | Leander Paes Martina Hingisová                 | Alexander Peya Tímea Babosová                     | 6–1, 6–1                          |
| 2016             | Henri Kontinen Heather Watsonová               | Robert Farah Maksúd Anna-Lena Grönefeldová        | 7–6(7–5), 6–4                     |
| 2017             | Jamie Murray Martina Hingisová                 | Henri Kontinen Heather Watsonová                  | 6–4, 6–4                          |
| 2018             | Alexander Peya Nicole Melicharová              | Jamie Murray Viktoria Azarenková                  | 7–6(7–1), 6–3                     |
| 2019             | Ivan Dodig Latisha Chan                        | Robert Lindstedt Jeļena Ostapenková               | 6–2, 6–3                          |
| 2020             | zrušeno kvůli pandemii koronaviru              | zrušeno kvůli pandemii koronaviru                 | zrušeno kvůli pandemii koronaviru |
| 2021             | Neal Skupski Desirae Krawczyková               | Joe Salisbury Harriet Dartová                     | 7–6, 6–2                          |
| 2022             | Neal Skupski Desirae Krawczyková               | Matthew Ebden Samantha Stosurová                  | 6–4, 6–3                          |
| 2023             | Mate Pavić Ljudmyla Kičenoková                 | Joran Vliegen Sü I-fan                            | 6–4, 6–7(9–11), 6–3               |
| 2024             | Jan Zieliński Sie Šu-wej                       | Santiago González Giuliana Olmosová               | 6–4, 6–2                          |
| 2025             | Sem Verbeek Kateřina Siniaková                 | Joe Salisbury Luisa Stefaniová                    | 7–6(7–3), 7–6(7–3)                |